# 양산 지산리 부부상
양산 지산리 부부상(梁山 芝山里 夫婦像)은 대한민국 경상남도 양산시 하북면 지산리에 있는 종이에 채색하여 그린 민화풍의 무인부부(武人夫婦) 그림이다. 신라시대 김유신 장군의 부모인 김서현 장군과 만명부인의 초상화이다. 2001년 5월 3일 경상남도의 문화재자료 제294호로 지정되었다.

## 개요
종이에 채색하여 그린 민화풍의 무인부부(武人夫婦) 그림이다. 양산 부부묘 근처 사당에 있던 이 그림은 1958년 태풍으로 인해 사당이 훼손되었을 때 어느 무속인이 수습하여 신앙의 대상으로 삼았다. 그 후 1970년 경에 이곳 취선재에 보관하게 되었다.
병풍, 반짇고리, 경대 등을 배경으로 부인의 모습이 그려져 있다. 부인의 모습은 쪽진 머리를 하고 가슴이 드러날 정도로 아주 짧은 저고리를 입고 있다. 저고리가 짧아지면서 저고리와 치마 사이의 겨드랑이 밑을 가리개용 허리때로 조여 매고 있어 매우 독특한 모습이다. 남편은 천에 금속제의 두정(頭頂)을 붙인 붉은 색의 갑옷을 입고 투구를 쓴 모습이다.
두 그림은 부부가 입고 있는 옷의 특징으로 보아 조선 후기에 그려진 것으로 여겨지며, 조선 후기 회화사 및 복식사 연구에 중요한 학술적 자료이다.

## 참고 자료
- 양산 지산리 부부상 - 국가유산청 국가유산포털